# 불의 부등식
확률론에서 불의 부등식(영어: Boole's inequality)은 유한하거나 가산 무한한 사건들에 대하여, 그 중 적어도 한 사건이 발생할 확률은 사건들의 확률 각각을 더한 것보다 클 수 없다는 정리이다. 이름은 이를 발견한 수학자 조지 불에게서 따온 것이다.
형식적으로 쓰면, 사건들의 가산 집합 {\displaystyle A_{1},A_{2},A_{3},...}에 대하여 다음이 성립한다:
{\displaystyle {\mathbb {P} }\left(\bigcup _{i=1}^{\infty }A_{i}\right)\leq \sum _{i=1}^{\infty }{\mathbb {P} }(A_{i}).}
측도론의 시각에서 볼 때 불의 부등식은 확률 측도를 포함한 모든 측도가 시그마-준가법성을 만족한다는 사실에서 따라나온다.

## 같이 보기
- 사건 (확률론)